# Sri Lanka na Letnich Igrzyskach Olimpijskich 1988
Sri Lankę na Letnich Igrzyskach Olimpijskich 1988 reprezentowało sześciu zawodników. Był to 10. start reprezentacji Sri Lanki w letnich igrzyskach olimpijskich.

## Skład kadry

### Lekkoatletyka
Mężczyźni
- Vithanakande Samarasinghe - maraton - 65. miejsce

Kobiety
- Tilaka Jinadasa - 100 metrów przez płotki - odpadła w eliminacjach

### Pływanie
Mężczyźni
- Julian Bolling

400 metrów st. dowolnym - 46. miejsce
400 metrów st. zmiennym - 32. miejsce
Kobiety
- Dipika Chanmugam

100 metrów st. klasycznym - 38. miejsce
200 metrów st. klasycznym - 42. miejsce
200 metrów st. zmiennym - 31. miejsce

### Strzelectwo
Mężczyźni
- Zal Chitty - karabin pneumatyczny, 10 metrów - 46. miejsce
- Daya Rajasinghe Nadarajasingham - karabin małokalibrowy, 50 m, leżąc - 49. miejsce